# 臺南聖君廟
臺南聖君廟位於臺灣臺南市中西區普濟殿的旁邊，是主祀法主公（張慈觀）的廟宇。該廟神尊在舊廟被拆除後，曾先後寄祀於慈聖殿與普濟殿，直到2018年新廟重建落成。廟中有合祀火德星君（南極大帝）、福德正神（原粗糠崎土地公）等神明。

## 沿革
聖君廟創建於清道光年間，原位於聖君廟街（現今西門路二段356巷）上，現在西門圓環內停車處。日治時期因為進行市區改正開闢圓環而被迫拆遷，所以張法主公移祀至聖君廟街上的張氏家祠奉祀。二次大戰後，張法主公改移居慈聖殿合祀，後來政府意欲開闢現在的國華街三段，慈聖殿被迫讓出部分用地，而張法主公則移祀普濟殿。
2017年，普濟殿池府千歲降旨指示爐下需為張法主公建廟。新的聖君廟重建於普濟殿西南邊，2018年5月6日入火安座。除了聖君廟原祀之張公法主，寄祀於普濟殿的粗糠崎土地公也一同遷入。另由於該廟地部分為普濟殿火王爺神明會所有，故亦奉祀火德星君。

## 祀神
聖君廟正殿中央主要供奉法主公，龍邊神龕供奉南極大帝，虎邊神龕供奉福德正神。龍邊側室供奉李靖天王，虎邊側室供奉田都元帥。
| 虎邊側室 | 正殿     | 正殿   | 正殿     | 龍邊側室 |
| -------- | -------- | ------ | -------- | -------- |
|          |          |        |          |          |
| 田都元帥 | 福德正神 | 法主公 | 南極大帝 | 李靖天王 |